# Eriosema harmsianum
Eriosema harmsianum là một loài rau đậu thuộc họ Fabaceae.
Loài này chỉ có ở Namibia.